# Janez Žiga Valentin Popovič
Janez Žiga Valentin Popovič, (nemško Johann Siegmund Valentin Popowitsch), štajerski polihistor, * 9. februar 1705, Arclin pri Celju, † 21. november 1774, Perchtoldsdorf blizu Dunaja.
Študiral je v Gradcu v letih 1715–1728 in končal jezuitsko gimnazijo in licej. Nadaljeval je s študijem teologije, vendar se ni dal posvetiti. Študiral je 15 jezikov, se zanimal za filologijo, botaniko, pomologijo, entomologijo, geofiziko, oceanografijo, arheologijo, zgodovinopisje in numizmatiko. Veliko je potoval zlasti po nemško govorečih deželah in Italiji. Umrl je 21. novembra leta 1774 v Pechtoldsdorfu v bližini Dunaja. Jernej Kopitar je zanj trdil da je bil »največji učenjak takratne Avstrije, vrl filolog in naravoslovec«. Leta 1753 ga je vodstvo dunajske univerze povabilo k sodelovanju pri izdelavi programskega načrta za univerzo.

## Delo
Žiga Popovič je največ ustvarjal na področju filologije. Med letoma 1753 in 1766 je predaval nemščino na dunajski univerzi. Napisal je temeljno slovnico nemškega jezika, ki je doživela 10 ponatisov. Rad je veliko potoval in si zapisoval kar je videl v naravi ter se zanimal za poimenovanje videnega. Tako je postal nekakšen samouk na zelo širokem področju naravoslovja. Njegovo zanimanje za rastline in žuželke je sprožilo dopisovanje z Karlom Linnejem, avtoriteto na področju biološke taksonomije. Dokazal je, da je Linnejevo razvrščanje svojeglavo, vsiljivo in protislovno, kar je Linne upošteval. Njegovo osrednje zanimanje pa je bilo morje. Napisal je razpravo o morju v nemščini z naslovom Untersuchungen vom Meere, s katero je zaslovel v znanstvenih krogih. Knjiga je izšla leta 1750 v Frankfurtu in Leipzigu ter je utemeljila oceanografijo kot znanost, Žiga Popovič je postal član več tujih znanstvenih družb, v Sloveniji pa je vplival na takratne razsvetljence kroga Žige Zoisa. Pripravljal je tudi slovensko slovnico in slovensko-nemški slovar, vendar ti dve deli nista nikoli izšli, saj je prezgodaj umrl. Pred smrtjo je v oporoki zapustil vse svoje premoženje mladim študirajočim rojakom.